# The 48
The 48 es el primer episodio de la segunda temporada de la serie de televisión estadounidense de ciencia ficción y drama Los 100. El episodio fue escrito por Jason Rothenberg y dirigido por Dean White. Fue estrenado el 22 de octubre de 2014 en Estados Unidos por la cadena The CW.
Clarke se encuentra tratando de digerir su nuevo ambiente. Lincoln y Octavia se dirigen a la tribu donde puede permanecer a salvo pero Octavia no puede continuar ya que tiene una flecha en su pierna. Abby, Kane y el resto de los supervivientes del aterrizaje de la nave en que viajaban, deben enfrentarse a nuevos dilemas cuando se encuentran a Finn y Bellamy, quienes están decididos a buscar al resto de los cien. Por otra parte, Jaha se encuentra solo en el espacio y escucha una voz a lo lejos.

## Elenco
- Eliza Taylor como Clarke Griffin.
- Paige Turco como Abigail Griffin.
- Thomas McDonell como Finn Collins.
- Bob Morley como Bellamy Blake.
- Marie Avgeropoulos como Octavia Blake.
- Devon Bostick como Jasper Jordan.
- Lindsey Morgan como Raven Reyes.
- Ricky Whittle como Lincoln.
- Christopher Larkin como Monty Green.
- Isaiah Washington como Theloneus Jaha.
- Henry Ian Cusick como Marcus Kane.

## Recepción
En Estados Unidos, The 48 fue visto por 1.54 millones de espectadores, recibiendo 0.5 millones de espectadores entre los 18 y 49 años, de acuerdo con Tv by the Numbers.

### Recepción crítica
Caroline Preece escribió para Den of Geek: "Es bueno que este estreno supere con creces las expectativas, luego, con una hora acelerada y llena de acción que introduce un grupo de cosas nuevas para que nuestros protagonistas se enfrenten". Quién también comparó el nivel del episodio con el de la serie Lost, "También está demostrando una y otra vez que está al mismo nivel que Lost en términos de momentos WTF deliciosamente tentadores, después de cómo nos fuimos en la primera temporada y continuando hasta esos momentos finales del episodio".
Carla Day valoró el episodio con una puntuación de 4.8/5 y agregó: "En general, este fue un estreno sólido de la serie. Estableció todas las nuevas ubicaciones y proporcionó una actualización sobre dónde terminaron todos después de la guerra de Grounder y el aterrizaje del Arca. Si bien algunas revelaciones fueron anti-climáticas, hay algo que funciona sobre la manera práctica en que ocurrieron. Es solo otro día en el suelo".